# Kömpöc
Kömpöc ist eine ungarische Gemeinde im Kreis Kiskunmajsa im Komitat Bács-Kiskun.

## Geografische Lage
Kömpöc liegt 51 Kilometer südöstlich des Komitatssitzes Kecskemét und 10 Kilometer südöstlich der Kreisstadt Kiskunmajsa. Nachbargemeinden sind Csólyospálos, Kistelek, Csengele und Balástya.

## Geschichte
Kömpöc wurde 1436 erstmals schriftlich erwähnt. In der Geschichte des Ortes spielte der Tabakanbau eine bedeutende Rolle. 1879 wurde das erste Schulgebäude errichtet. Seit 1950 ist Kömpöc eine eigenständige Gemeinde.

## Gemeindepartnerschaften
- Doboșeni, Rumänien
- Suseni (Harghita), Rumänien

## Infrastruktur
In Kömpöc gibt es die römisch-katholische Grundschule Szent Ágoston mit Kindergarten, eine Bücherei, Post und das Bürgermeisteramt. Die meisten Bewohner des landwirtschaftlich geprägten Ortes leben von Viehzucht und Pflanzenbau.

## Sehenswürdigkeiten
- Kreuzweg mit 14 Glastafelbildern, erschaffen von Eszter Balogh
- 1956er-Denkmal (1956-os emlékmű), erschaffen von Pál Sándor Lakatos
- Römisch-katholische Kapelle Nagyboldogasszony, erbaut 1953
- Sándor-Petőfi-Büste, erschaffen von Györgyi Lantos

## Verkehr
In Kömpöc treffen die Landstraße Nr. 5411 und Nr. 5442 aufeinander. Es bestehen Busverbindungen nach Kistelek und Kiskunmajsa. Der nächstgelegene Bahnhof befindet sich acht Kilometer östlich in Kistelek.